# École Duperré
École Duperré är en offentlig högskola i Paris för konst och design.
Duperréskolan utbildar elever för karriär inom mode och textil samt miljö och grafisk design. Den har även utbildningsprogram för designer inom textil (broderi, vävning och klädsel) och keramik.

## Kända personer
- Sylvain Chomet, fransk filmregissör och serieskapare
- Annie Goetzinger, fransk tecknare och serieskapare
- Raymond Peynet, fransk tecknare